# Кенское
Кенское (каз. Кенское) — село (ранее до 20 декабря 1993 года поселок) в Жаркаинском районе Акмолинской области Казахстана. Входит в состав Отрадного сельского округа. Код КАТО — 115431200.

## География
Село расположено в 25 км на север от центра района города Державинск, в 10 км на юго-запад от центра сельского округа села Отрадное. Близ села проходит железная дорога «Есиль-Аркалык», имеется станция.

### Улицы[2]
- ул. Акпана Укубаева,
- ул. Бекет,
- ул. Вокзальная,
- ул. Жастар.

### Ближайшие населённые пункты
- село Отрадное в 10 км на северо-востоке,
- село Пятигорское в 15 км на севере,
- село Гастелло в 20 км на юге.

## Население
В 1989 году население села составляло 239 человек (из них русских 52%, украинцев 27%).
В 1999 году население села составляло 325 человек (165 мужчин и 160 женщин). По данным переписи 2009 года, в селе проживало 266 человек (133 мужчины и 133 женщины).
| Численность населения | Численность населения | Численность населения |
| 1989                  | 1999                  | 2009                  |
| --------------------- | --------------------- | --------------------- |
| 239                   | ↗325                  | ↘266                  |